# Chantal Akermanová
Chantal Akermanová (6. června 1950 Brusel – 5. říjen 2015 Paříž) byla belgická režisérka a umělkyně. Proslula především hyperrealismem. Jejím nejslavnějším filmem je Jeanne Dielmanová, 23 Quai du Commerce, 1080 Bruxelles (1975).

## Biografie
Akermanová se narodila jako dcera polských židovských emigrantů v Bruselu. Její prarodiče zahynuli v jednom německém koncentračním táboře. V patnácti letech uviděla v kině film Bláznivý Petříček (1965). "Od té doby jsem věděla, že chci dělat filmy", uvedla Akermanová. Dva roky studovala na belgické vysoké filmové škole. Studium přerušila, protože "chtěla točit filmy a ne vysedávat na seminářích". Ve svém prvním filmu roku 1968 převzala i hlavní roli, protože přítelkyně, kterou do ní chtěla obsadit, odřekla. Ve filmu Skoč, mé město (1968) se mladá žena uzamkne v kuchyni. Vaří špagety, poklízí v kuchyni, nakonec se začne natírat krémem na boty, zapálí papír a otočí kohoutkem od plynu. V roce 1972 přesídlila Akermanová do New Yorku, kde v prostředí Anthology Film Archive poznala Jonase Mekase, Michaela Snowa a další avantgardní filmaře. Filmem Jeanne Dielmanová, 23 Quai du Commerce, 1080 Bruxelles (1975) se stala pětadvacetiletá režisérka rázem slavnou.
Chanta Akermanová natočila celou řadu dokumentárních filmů, mezi nimi o choreografce Pině Bauschové (Jednoho dne se mě Pina zeptala, 1983) a pianistovi Alfredu Brendelovi (Les trois derniere sonates de Franz Schubert, 1989). Zvláštní postavení zaujímá muzikál Zlatá osmdesátá léta (1986) a film Pohotovka v New Yorku (1996). Zatímco měl muzikál sám v USA v roce 1992 pod titulem The Window Shopping velký úspěch na scéně, zůstala Pohotovka v New Yorku jediným kontaktem Akermanové s kinematografií hlavního proudu.
Strnulá zápletka, drahé hvězdy a tlak na konvenční způsob vyprávění ponechávaly málo prostoru pro ono zvláštní na jejich filmech, pro zcela specifický humor, který tu a tam probleskne, když se do centra pozornosti dostane komparz a na povrch pronikne to, s čím se ve scénáři vůbec nepočítá.
Akermanová byla homosexuální, odmítala však prezentovat své filmy na přehlídkách s lesbickou tematikou. Homosexualitu nepovažovala za své osobní téma.
V závěru života trpěla depresí, ve věku 65 let spáchala sebevraždu. Krátce před smrtí o ní vznikl dokument Nikam nepatřím.

## Ženské filmy
Od hudby se nepožaduje, že by měla být "feministická" nebo "levicová"... Je příliš brzy hovořit o ženském filmovém stylu. Uvidíme později, momentálně to pro mne není důležitá otázka. Čteme-li Schnitzlerovu Slečnu Elsu, člověk by se mohl domnívat, že to napsala žena. A čteme-li knihu Marguerite Yourcenarové o císaři Hadrianovi, mohli bychom předpokládat, že ji napsal muž. Dělám své filmy. A nikdo jiný by je nemohl udělat tak jako já.
Chantal Akermanová, 1983